# Ги де Дампьер
Ги де Дампье́р (фр. Gui de Dampierre; 1225/1226 — 7 марта 1305, Компьен) — граф Фландрии с 1251 года (единовластно с 1278 года), маркграф Намюра с 1263 года, 2-й сын Гильома II, сеньора де Дампьер, и Маргариты II, графини Фландрии и Эно (Геннегау).

## Биография
С молодых лет Ги оказался впутан в конфликт между домами Дампьер и Авен, члены которых происходили от двух браков Маргариты Фландрской, матери Ги. Сам Ги являлся её вторым сыном от второго брака.
В 1235 году король Франции Людовик IX добился примирения между Маргаритой и Жаном д’Авен, старшим из сыновей от первого брака, предусмотрев неравный раздел наследства: Авены получали две седьмых, а Дампьеры — пять седьмых. Но дело осложнялось тем, что часть наследства находилось во Франции (графство Фландрия), а часть — в империи (графство Эно (Геннегау)).
Между семьями также встал ещё и Намюрский вопрос. В 1245 году император Фридрих II пожаловал Маргарите маркграфство Намюр, но оно находилось в залоге у французского короля за большую ссуду, которую король одолжил императору Константинополя Балдуину II.
В 1246 году в преддверии крестового похода Людовик IX и папский легат Эд де Шатору добились примирения сторон, предоставив графство Эно Авенам, а графство Фландрию — Дампьерам. Маргарита присвоила титул графа Фландрии своему старшему сыну Гильому. 19 мая 1250 года Гильом II Фландрский подписал с Жаном I д’Авен соглашение по поводу Намюра, оммаж на которое в 1249 году Маргарита уступила Жану, которого император Вильгельм II признал маркграфом в 1248 году.
6 июня 1251 года на турнире группа рыцарей убила Гильома. В убийстве обвинили Авенов, после чего борьба возобновилась снова.
Гильом детей не оставил и Маргарита признала своим наследником Ги. В отсутствие Людовика IX, который был в Святой земле, Ги принес оммаж его жене, Бланке Кастильской в 1252 году. При этом граф Голландии и император Вильгельм II, союзник Авенов, на основании того, что Маргарита не принесла ему оммаж за владения на территории Священной Римской империи, объявил их конфискованными, что привело к войне.
В 1253 году Ги вместе с младшим братом Жаном, унаследовавшим сеньорию Дампьер, а также с другими французскими баронами предпринял попытку захватить Зеландию. В июле 1253 года оба брата и многие французские бароны попали в плен к Флорису, брату императора Вильгельма II. Французских баронов Флорис отпустил, а Ги с Жаном были отпущены только в 1256 году, когда графиня Маргарита согласилась уплатить большой выкуп.
Для того, чтобы поправить свои дела, Маргарита обратилась за помощью к брату Людовика IX — Карлу I Анжуйскому, предложив ему графство Эно и пост регента Фландрии. Одновременно она признала сюзеренитет короля Франции над находившейся в составе Империи Ваасской области. Карл начал стягивать войска в графство. Но после возвращения в 1254 году из крестового похода Людовик IX тот приказал Карлу отказаться от графства Эно.
После смерти императора Вильгельма II Авены лишились поддержки империи. 24 сентября 1256 года графиня Маргарита и её сыновья Авены при посредничестве короля Людовика IX заключили Перронский договор, по которому за Авенами было окончательно закреплено графство Эно, а за Дампьерами — графство Фландрия. При этом Жан I д’Авен вынужден отказаться от прав на Намюр, который, воспользовавшись отсутствием сильной власти в Империи, захватил граф Люксембурга Генрих V Белокурый.
В 1263 году Ги купил у Балдуина II де Куртене права на Намюр, хотя ему пришлось бороться за него с Генрихом V Люксембургским. Но в итоге между ними был заключен мир, по которому Ги женился на дочери Генриха и сохранил Намюр.
В 1270 году Ги в составе армии Людовика IX принял участие в Восьмом крестовом походе
В 1273 году императором был избран Рудольф Габсбург. Он поддержал Жана II д’Авена (сына умершего в 1257 году Жана I), который возобновил борьбу с Дампьерами. Император пожаловал Жану II имперскую Фландрию, объявив Ги де Дампьера изгнанным из империи. Однако положение Ги в своих владениях было довольно прочным, он был в это время самым могущественным правителем в Нидерландах.
29 декабря 1278 года Маргарита Фландрская окончательно отреклась от титула графини Фландрии, передав управление Ги полностью. А вскоре во Фландрии разразился политический кризис, который дал повод новому королю Франции, Филиппу IV Красивому, вмешаться в её дела.
Ги состоял в союзе с графом Гелдерна, один из его сыновей, Жан в 1282 году был избран епископом Льежским, а в 1290 году граф Голландии Флорис V, застигнутый врасплох вторжением фландрской армии на остров Вальхерен, отказался на время от притязаний на Зеландию.
В конце XIII века города Фландрии находились на вершине процветания и могущества. Брюгге, Гент, Ипр, Лилль, Сент-Омер, Камбре, а также ряд других городов, разбогатели от торговли, в первую очередь с Англией. В них было типичное патрицианское управление, в котором ремесленники были совершенно лишены политических прав, а власть в городах и купеческих гильдиях находилась в руках нескольких влиятельных семей. Патриции городов активно вмешивались в политику. Особенно велико было влияние трех первых городов, самых богатых и могущественных. Население Гента и Брюгге достигло 50 тысяч человек. При этом Брюгге благодаря своему выгодному положению был центром европейской торговли.
Однако такое положение городов вызывало недовольство Ги. Он давно пытался ограничить власть городских патрициев, которые мешали его бальи выполнять распоряжения графа, но успехов так и не добился. И он решил воспользоваться восстанием ремесленников, начавшегося в 1280 году в Ипре и быстро перекинувшегося на другие города. Ги активно вмешался в конфликт на стороне ремесленников, усилив свою власть в городах, однако это вызвало недовольство бюргеров, которые, опасаясь потери городской автономии, сблизились с бывшими городскими властями. Для того, чтобы защититься от своего графа, они обратились к королю Франции Филиппу IV, который решил воспользоваться ситуации и подчинить себе богатую Фландрию и в 1287 году вмешался в распри внутри графства, использовав своих чиновников. Он назначил бальи Вермандуа своим представителем во Фландрии, который контролировал все действия графа. В результате чего Ги стал полностью зависеть короля Франции.
В 1290 году Валансьен, один из городов в графстве Эно, восстал против своего графа Жана I. В ответ он начал против города военные действия. Для защиты от графа городская верхушка обратилась к королю Франции с просьбой принять их под своё покровительство. В ответ Филипп в 1292 году позволил городу перейти под управление Ги или одного из его сыновей. Ги посчитал этот город прекрасным плацдармом для возвращения с помощью короля графства Эно, однако уже в 1293 году Жан д’Авен помирился с Филиппом IV, в результате чего планы Ги рухнули.
Для того, чтобы избавиться от зависимости короля Франции, Ги в качестве союзника выбрал короля Англии Эдуарда I, который планировал войну с Францией. После потери Нормандии, Фландрия была для Англии лучшим путём для вторжения во Францию. Переговоры начались весной 1293 года. А 31 августа 1294 года Эдуард и Ги заключили Льеррский договор, по которому дочь Ги, Филиппа, должна была выйти замуж за старшего сына Эдуарда. Но Филипп Красивый поспешил расстроить эти планы. Война между Англией и Францией уже началась. После того, как Филипп узнал о заключении договора, он под надуманным предлогом пригласил Ги в Париж, где заключил его в тюрьму вместе с двумя сыновьями. Отпущен он был только после того, как передал свою дочь Филиппу, невесту английского принца, на воспитание королю Филиппу. Она умерла в Лувре в 1304 году.
Первоначально Ги старался не вмешиваться в войну между Эдуардом и Филиппом. Однако в 1296 году отношения Ги с королём Франции испортились окончательно. В результате Филипп IV Красивый стал поддерживать противников Ги, вступив в союз с Жаном II д’Авеном и Флорисом V Голландским. Это подтолкнуло Ги присоединиться к Эдуарду и его союзникам. 9 января 1297 года Ги послал Филиппу письмо, в котором объявил о том, что окончательно отказывает повиноваться королю, начав войну против Франции. Но союзники не оказали Фландрии практически никакой поддержки, летом французская армия захватила значительную часть Фландрии, а 9 сентября было заключено перемирие, в 1299 году между королями Англии и Франции был заключен мирный договор, в котором граф Фландрии не указывался. В результате небольшая армия не смогла в 1300 году противостоять французам. Граф Ги с двумя старшими сыновьями, Робертом и Гильомом, сдались и были заключены в разных местах королевства, а Фландрия была присоединена к королевству.
Но удержать Фландрию Филипп Красивый не сумел. В 1302 году в вспыхнуло восстание, во главе которого встал младший сын Ги, Жан I, маркграф Намюра, а также внук Ги Вильгельм Юлихский. 11 июля 1302 года состоялась битва при Куртрэ, известная также как «битва золотых шпор». Французская армия потерпела сокрушительное поражение. Цвет французского рыцарства погиб на поле битвы, на котором победители собрали до 4000 золотых рыцарских шпор. В итоге французы утратили контроль над Фландрией. В 1303 году правителем Фландрии стал старший из оставшихся на свободе сыновей Ги, Филипп, граф Теано. Филипп Красивый так и не смог подавить восстание, в результате чего он был вынужден в сентябре 1303 года заключить перемирие, а также освободить графа Ги с сыновьями. Но в июле 1304 года французская армия снова вторглась во Фландрию и 10 августа разгромила Ги при Зирикзее. Ги опять оказался в плену. 18 августа состоялась битва при Монс-ан-Певеле, но она не дала ни одной стороне никакого перевеса. В итоге обе стороны начали переговоры о мире, который был подписан в июне 1305 года в Атис-сюр-Орж.
Ги умер 7 марта 1305 года в заключении в Компьене. От двух браков он оставил многочисленное потомство. Фландрию унаследовал Роберт III Бетюнский. Гильом получил сеньории Денремонт и Кревкер. Филипп получил в приданое за женой итальянское графство Теано, он умер бездетным. Другие сыновья от первого брака умерли ещё при жизни отца бездетными. Из сыновей от второго брака Жан I ещё после смерти матери получил Намюр.

## Брак и дети

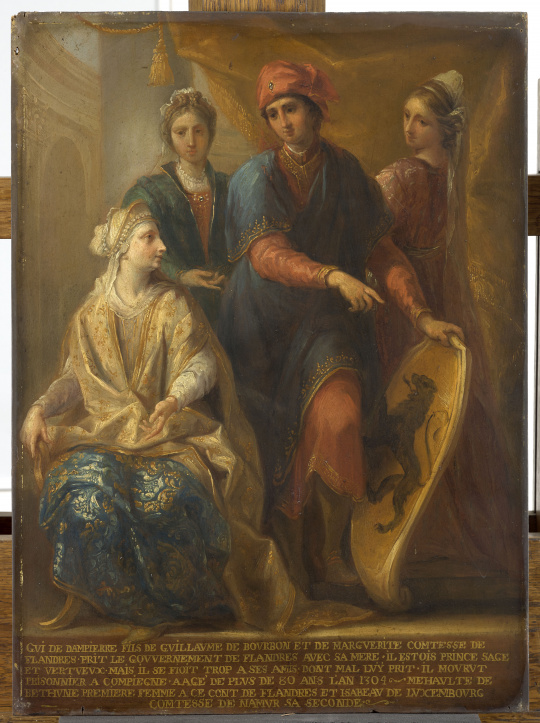
Ги де Дампьер, его жёны: Матильда де Бетюн и Изабелла Люкембургская, и его мать, Маргарита Фландрская

1-я жена: с 2 февраля 1246 Матильда де Бетюн (после 1230 — 8 ноября 1264), дама Бетюна, Дендермонда, Ришбурга и Варнетона, дочь Роберта VII, сеньора де Бетюн, и Елизаветы де Морьяльме. Дети:
- Роберт III Бетюнский (ок. 1247—1322), граф Невера 1272—1280, граф Фландрии с 1305
- Гильом IV Безземельный (после 1249—1311), сеньор Денремонта и Кревкера
- Жан (ок. 1250 — 4 октября 1290), настоятель церкви Святого Доната в Брюгге в 1270, настоятель церкви Святого Пьера в Лилле в 1274—1277, епископ Меца 1279—1282, епископ Льежа с 1282
- Маргарита (ок. 1251 — 3 июля 1285); муж: Жан I Победитель (1253 — 3 мая 1294), герцог Брабанта
- Бодуэн (ок. 1252—1296)
- Мария (1253—1297); 1-й муж: Вильгельм (V) (ум. 16 марта 1278), граф Юлиха с 1274; 2-й муж: с января 1281/18 марта 1285 Симон II (ум. 28 июня 1305), сеньор де Шато-Виллен
- Беатриса (1260 — 23 марта 1296); муж: с ок. 1279 Флорис V (июль 1254 — 27 июня 1296), граф Голландии и Зелландии
- Филипп (ок. 1263 — ноябрь 1318), граф ди Теано

2-я жена: с мая 1264 Изабелла (ум. 25 сентября 1298), дочь Генриха V Белокурого, графа Люксембурга, и Маргариты де Бар. Дети:
- Маргарита (ум. 1331); 1-й муж: с 1279/1282 (Роксбург) Александр (21 июня 1264 — 28 января 1283), принц Шотландский; 2-й муж: с 3 июля 1286 Райнальд I (ум. 9 октября 1326), граф Гелдерна
- Жанна (ум. 1296), монахиня во Флине в 1283
- Беатриса (ум. после 1307); муж: Гуго (Юг) II де Шатийон (1258—1307), граф де Блуа и де Дюнуа с 1292
- Жан I (1267 — 28 октября 1329/31 января 1330), маркграф Намюра с 1298
- Ги де Намюр (ок. 1280 — октябрь 1311)
- Генрих (ум. 6 ноября 1337), граф де Лоди
- Филиппа (ок. 1287 — 2 февраля 1304 или 1306)
- Изабелла (ок. 1292 — 1323); муж: с 1307 Жан де Фиенн (ум. после 1333), шателен Бурбура, сеньор де Фиенн и Тенгри